# Quintilis

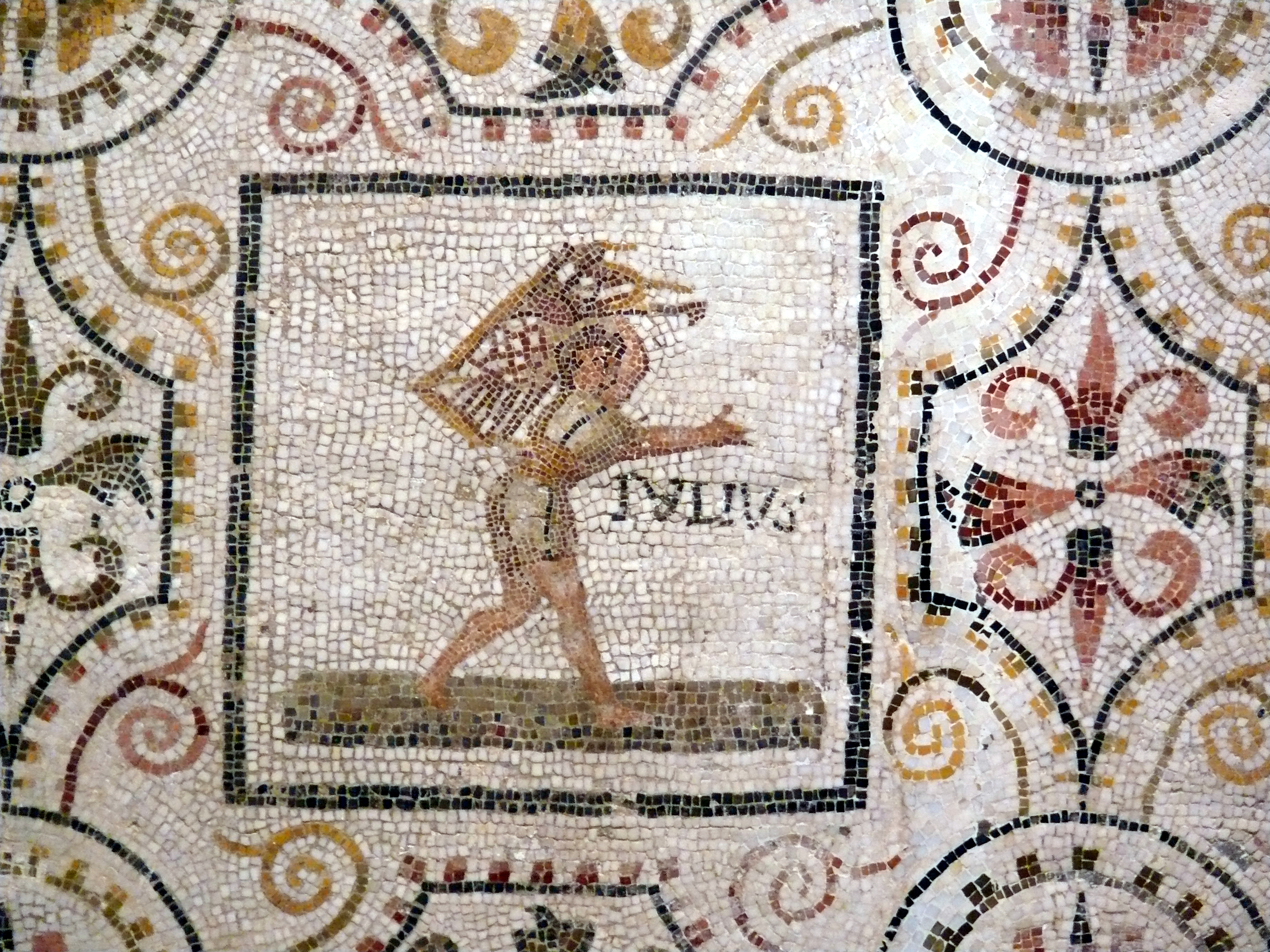
Juillet, fragment d'une mosaïque représentant les mois de l'année (El Jem, Tunisie, première moitié du IIIe siècle av. J.-C.)

Quintilis ou Quinctilis (juillet) est le cinquième mois du calendrier romain, d'où son nom (quint- racine pour cinq). Peu après l'instauration du calendrier julien et sur proposition de Marc Antoine, alors consul, ce mois est renommé Iulius, d'après le nom de Jules César (en latin, Iulius Caesar) qui venait de se faire assassiner.

## Calendrier
| Juillet | Quintilis / Iulius                                  |
| ------- | --------------------------------------------------- |
| 1       | Kalendis Quintilibus                                |
| 2       | ante diem VI (sextum) Nonas Quintiles               |
| 3       | ante diem V (quintum) Nonas Quintiles               |
| 4       | ante diem IV (quartum) Nonas Quintiles              |
| 5       | ante diem III (tertium) Nonas Quintiles             |
| 6       | pridie Nonas Quintiles                              |
| 7       | Nonis Quintilibus                                   |
| 8       | ante diem VIII (octavum) Idus Quintiles             |
| 9       | ante diem VII (septimum) Idus Quintiles             |
| 10      | ante diem VI (sextum) Idus Quintiles                |
| 11      | ante diem V (quintum) Idus Quintiles                |
| 12      | ante diem IV (quartum) Idus Quintiles               |
| 13      | ante diem III (tertium) Idus Quintiles              |
| 14      | pridie Idus Quintiles                               |
| 15      | Idibus Quintilibus                                  |
| 16      | ante diem XVII (septimum decimum) Kalendas Sextiles |
| 17      | ante diem XVI (sextum decimum) Kalendas Sextiles    |
| 18      | ante diem XV (quintum decimum) Kalendas Sextiles    |
| 19      | ante diem XIV (quartum decimum) Kalendas Sextiles   |
| 20      | ante diem XIII (tertium decimum) Kalendas Sextiles  |
| 21      | ante diem XII (duodecimum) Kalendas Sextiles        |
| 22      | ante diem XI (undecimum) Kalendas Sextiles          |
| 23      | ante diem X (decimum) Kalendas Sextiles             |
| 24      | ante diem IX (nonum) Kalendas Sextiles              |
| 25      | ante diem VIII (octavum) Kalendas Sextiles          |
| 26      | ante diem VII (septimum) Kalendas Sextiles          |
| 27      | ante diem VI (sextum) Kalendas Sextiles             |
| 28      | ante diem V (quintum) Kalendas Sextiles             |
| 29      | ante diem IV (quartum) Kalendas Sextiles            |
| 30      | ante diem III (tertium) Kalendas Sextiles           |
| 31      | pridie Kalendas Sextiles                            |

## Source
Histoire romaine à l'usage de la jeunesse. Revue et complétée par l'Abbé Courval. Librairie Poussielgue. 1887